# Rogaška Slatina
Rogaška Slatina és un municipi d'Eslovènia. És conegut per la seva aigua mineral, el seu centre balneari i de producció de cristall.
La població ha estat històricament vinculada als escacs: entre altres esdeveniments, el 1937 s'hi va celebrar la tercera edició del Campionat del Regne de Iugoslàvia; entre 1989 i 1993 va ser la seu de tres edicions consecutives del Memorial Milan Vidmar d'escacs, i el 2009 va ser la seu del Campionat d'Europa d'escacs sènior.